# Guido Papini
Pour les articles homonymes, voir Papini.
Guido Papini, né le 1er août 1847 à Camaiore, alors dans le grand-duché de Toscane, et mort le 3 octobre 1912 à Londres, est un violoniste et compositeur italien.